# Neowaskularyzacja
Neowaskularyzacja – tworzenie się nowych naczyń krwionośnych w tkankach, w których zwykle nie występują lub w sposób nietypowy, np. przy retinopatii cukrzycowej, artretyzmie i w innych stanach zapalnych tkanek, guzach złośliwych, niezłośliwych naczyniakach czy przy łuszczycy.